# Selección femenina de fútbol de Granada
La selección femenina de fútbol de Granada es el equipo nacional de fútbol que representa a Granada en torneos y competencias internacionales femeniles como la Copa de Oro Femenina de la Concacaf. Su organización está a cargo de la Asociación de Fútbol de Granada, la cual está afiliada a la Concacaf.

## Estadísticas

### Copa Mundial Femenina de Fútbol
| Edición | Resultado               | Posición                | PJ                      | PG                      | PE                      | PP                      | GF                      | GC                      |
| ------- | ----------------------- | ----------------------- | ----------------------- | ----------------------- | ----------------------- | ----------------------- | ----------------------- | ----------------------- |
| 1991    | No existía la selección | No existía la selección | No existía la selección | No existía la selección | No existía la selección | No existía la selección | No existía la selección | No existía la selección |
| 1995    | No existía la selección | No existía la selección | No existía la selección | No existía la selección | No existía la selección | No existía la selección | No existía la selección | No existía la selección |
| 1999    | No existía la selección | No existía la selección | No existía la selección | No existía la selección | No existía la selección | No existía la selección | No existía la selección | No existía la selección |
| 2003    | No existía la selección | No existía la selección | No existía la selección | No existía la selección | No existía la selección | No existía la selección | No existía la selección | No existía la selección |
| 2007    | No clasificó            | No clasificó            | No clasificó            | No clasificó            | No clasificó            | No clasificó            | No clasificó            | No clasificó            |
| 2011    | No clasificó            | No clasificó            | No clasificó            | No clasificó            | No clasificó            | No clasificó            | No clasificó            | No clasificó            |
| 2015    | No clasificó            | No clasificó            | No clasificó            | No clasificó            | No clasificó            | No clasificó            | No clasificó            | No clasificó            |
| 2019    | No clasificó            | No clasificó            | No clasificó            | No clasificó            | No clasificó            | No clasificó            | No clasificó            | No clasificó            |
| 2023    | No clasificó            | No clasificó            | No clasificó            | No clasificó            | No clasificó            | No clasificó            | No clasificó            | No clasificó            |
| 2027    | Por disputarse          | Por disputarse          | Por disputarse          | Por disputarse          | Por disputarse          | Por disputarse          | Por disputarse          | Por disputarse          |
| Total   | 0/9                     | -                       | -                       | -                       | -                       | -                       | -                       | -                       |

### Campeonato Femenino de la Concacaf
| Edición | Resultado               | Posición                | PJ                      | PG                      | PE                      | PP                      | GF                      | GC                      |
| ------- | ----------------------- | ----------------------- | ----------------------- | ----------------------- | ----------------------- | ----------------------- | ----------------------- | ----------------------- |
| 1991    | No existía la selección | No existía la selección | No existía la selección | No existía la selección | No existía la selección | No existía la selección | No existía la selección | No existía la selección |
| 1993    | No existía la selección | No existía la selección | No existía la selección | No existía la selección | No existía la selección | No existía la selección | No existía la selección | No existía la selección |
| 1994    | No existía la selección | No existía la selección | No existía la selección | No existía la selección | No existía la selección | No existía la selección | No existía la selección | No existía la selección |
| 1998    | No existía la selección | No existía la selección | No existía la selección | No existía la selección | No existía la selección | No existía la selección | No existía la selección | No existía la selección |
| 2000    | No existía la selección | No existía la selección | No existía la selección | No existía la selección | No existía la selección | No existía la selección | No existía la selección | No existía la selección |
| 2002    | No existía la selección | No existía la selección | No existía la selección | No existía la selección | No existía la selección | No existía la selección | No existía la selección | No existía la selección |
| 2006    | No clasificó            | No clasificó            | No clasificó            | No clasificó            | No clasificó            | No clasificó            | No clasificó            | No clasificó            |
| 2010    | No clasificó            | No clasificó            | No clasificó            | No clasificó            | No clasificó            | No clasificó            | No clasificó            | No clasificó            |
| 2014    | No clasificó            | No clasificó            | No clasificó            | No clasificó            | No clasificó            | No clasificó            | No clasificó            | No clasificó            |
| 2018    | No clasificó            | No clasificó            | No clasificó            | No clasificó            | No clasificó            | No clasificó            | No clasificó            | No clasificó            |
| 2022    | No clasificó            | No clasificó            | No clasificó            | No clasificó            | No clasificó            | No clasificó            | No clasificó            | No clasificó            |
| Total   | 0/11                    | -                       | -                       | -                       | -                       | -                       | -                       | -                       |

### Copa Oro Femenina de la Concacaf
| Edición | Resultado    | Posición     | PJ           | PG           | PE           | PP           | GF           | GC           |
| ------- | ------------ | ------------ | ------------ | ------------ | ------------ | ------------ | ------------ | ------------ |
| 2024    | No clasificó | No clasificó | No clasificó | No clasificó | No clasificó | No clasificó | No clasificó | No clasificó |
| Total   | 0/1          | -            | -            | -            | -            | -            | -            | -            |

## Últimos y próximos encuentros
Actualizado al último partido jugado el 3 de diciembre de 2023
| Fecha      | Ciudad        | Local               | Resultado | Visitante           | Competición                    |
| ---------- | ------------- | ------------------- | --------- | ------------------- | ------------------------------ |
| 16-02-2022 | Santo Domingo | Rep. Dominicana     | 9:0       | Granada             | Clas. Campeonato Femenino 2022 |
| 20-02-2022 | Saint George  | Granada             | 1:6       | Jamaica             | Clas. Campeonato Femenino 2022 |
| 06-04-2022 | Saint George  | Granada             | 0:2       | Islas Caimán        | Clas. Campeonato Femenino 2022 |
| 12-04-2022 | Hamilton      | Bermudas            | 6:0       | Granada             | Clas. Campeonato Femenino 2022 |
| 20-09-2023 | Nasáu         | Bahamas             | 1:6       | Granada             | Clas. Copa Oro Femenina 2024   |
| 24-09-2023 | Saint George  | Granada             | 4:1       | Bahamas             | Clas. Copa Oro Femenina 2024   |
| 25-10-2023 | Saint George  | Granada             | 4:0       | Islas Virgenes EEUU | Clas. Copa Oro Femenina 2024   |
| 03-12-2023 | Santa Cruz    | Islas Virgenes EEUU | 0:1       | Granada             | Clas. Copa Oro Femenina 2024   |